# 周藤歓一郎
周藤 歓一郎（すとう かんいちろう、1881年（明治14年）2月5日 - 1943年（昭和18年）3月8日）は、大日本帝国陸軍軍人。最終階級は陸軍少将。位階勲等功級は従四位勲三等功五級。

## 経歴
島根県出身。陸軍士官学校第15期卒業。日露戦争に出征し、その功により功五級金鵄勲章を授与された。1920年（大正9年）8月、陸軍騎兵少佐に進級し、同年9月時点で陸軍騎兵学校教官の任にあった。1923年（大正12年）9月時点で陸軍野戦砲兵学校教官兼同校教官部部員に転じ、1925年（大正14年）3月に陸軍騎兵中佐に進級し、同年9月時点で騎兵第15連隊附となった。同年12月には騎兵第9連隊長（第9師団）に就任し、1928年（昭和3年）3月に騎兵第24連隊長（第8師団・騎兵第3旅団）に転じ、同年8月に陸軍騎兵大佐に進級した。
1929年（昭和4年）8月、軍馬補充部三本木支部長に着任し、1931年（昭和6年）3月に軍馬補充部高級部員に転じた。1933年（昭和8年）8月1日、陸軍少将進級と同時に待命となり、8月30日に予備役に編入された。
予備役編入後は燃料国策研究会会員に就任した。